# Castell de Sant Hipòlit de la Salanca
El Castell de Sant Hipòlit de la Salanca és un castell medieval d'estil romànic del segle xi situat en el poble de Sant Hipòlit de la Salanca, a la comarca del Rosselló, a la Catalunya Nord.
Està situat a l'extrem nord del poble vell de Sant Hipòlit de la Salanca, davant per davant de l'església parroquial. De fet, el castell i el conjunt de la vila fortificada formen un sol conjunt.

## Història

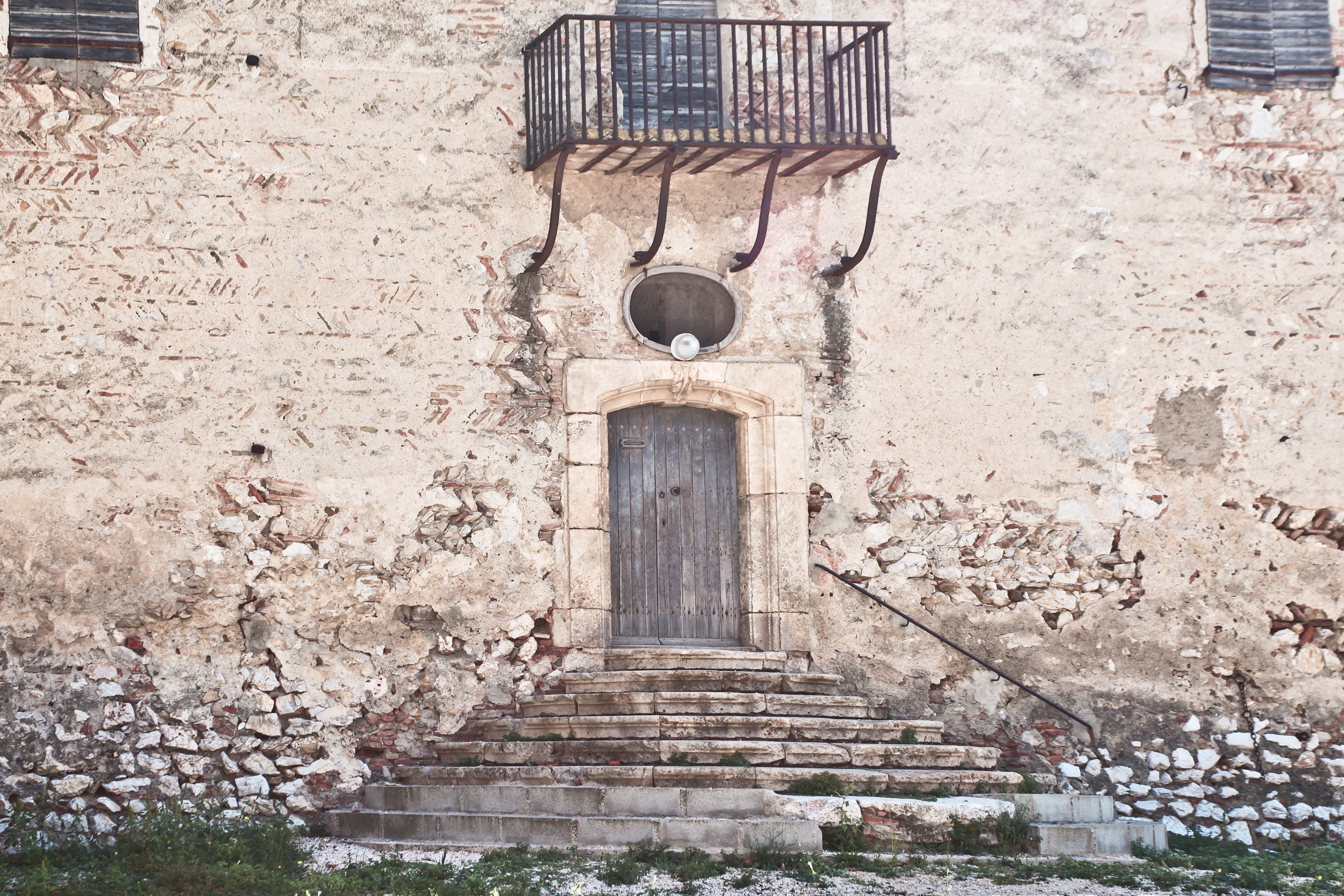
Porta d'accés al castell

Sant Hipòlit és esmentat per primer cop el 963, en una donació a Elna en la qual se citen unes vinyes a Sant Hipòlit. Al segle xi hi ha algunes constatacions documentals més, en les quals es registren donacions a l'església parroquial de Sant Hipòlit, en aquell moment encara dedicada al sant que dona nom al poble.
Al segle xii apareix en els documents la família cognominada Sant Hipòlit: Guillem Ramon de Sant Hipòlit, en una definició de feus, el 1101, Gausbert Pere de Sant Hipòlit el 1112, Emeric de Sant Hipòlit el 1141, Bernat i Ponç de Sant Hipòlit el 1150, Guillem Guarenc de Sant Hipòlit el 1159, tots ells versemblantment castlans del lloc. El 1192 el castell de Sant Hipòlit era en mans de Ramon de Sant Llorenç, el qual el cedia l'any següent, juntament amb el Castell de Sant Llorenç de la Salanca, al rei Alfons I.
Entre el 1207 i el 1264 la comanda templera del Masdéu adquirí tot el terme de Sant Hipòlit, amb tots els seus drets, gràcies als llegats de Berenguer de Palasol (1207), Ponç IV de Vernet (1208-1209) i Jausbert de Pesillà (1211). Encara, el 1236 Pere de Castell, cosenyor del castell de Sant Hipòlit, donà el castell a l'Orde del Temple, quedant-s'hi ell com a feudatari seu. El 1271 l'infant Jaume, futur comte de Rosselló i rei de Mallorca, confirmava als templers la total senyoria de Sant Hipòlit. Finalment, el 1312 passava als hospitalers de Sant Joan, que la conservaren fins a la Revolució Francesa.

## Característiques

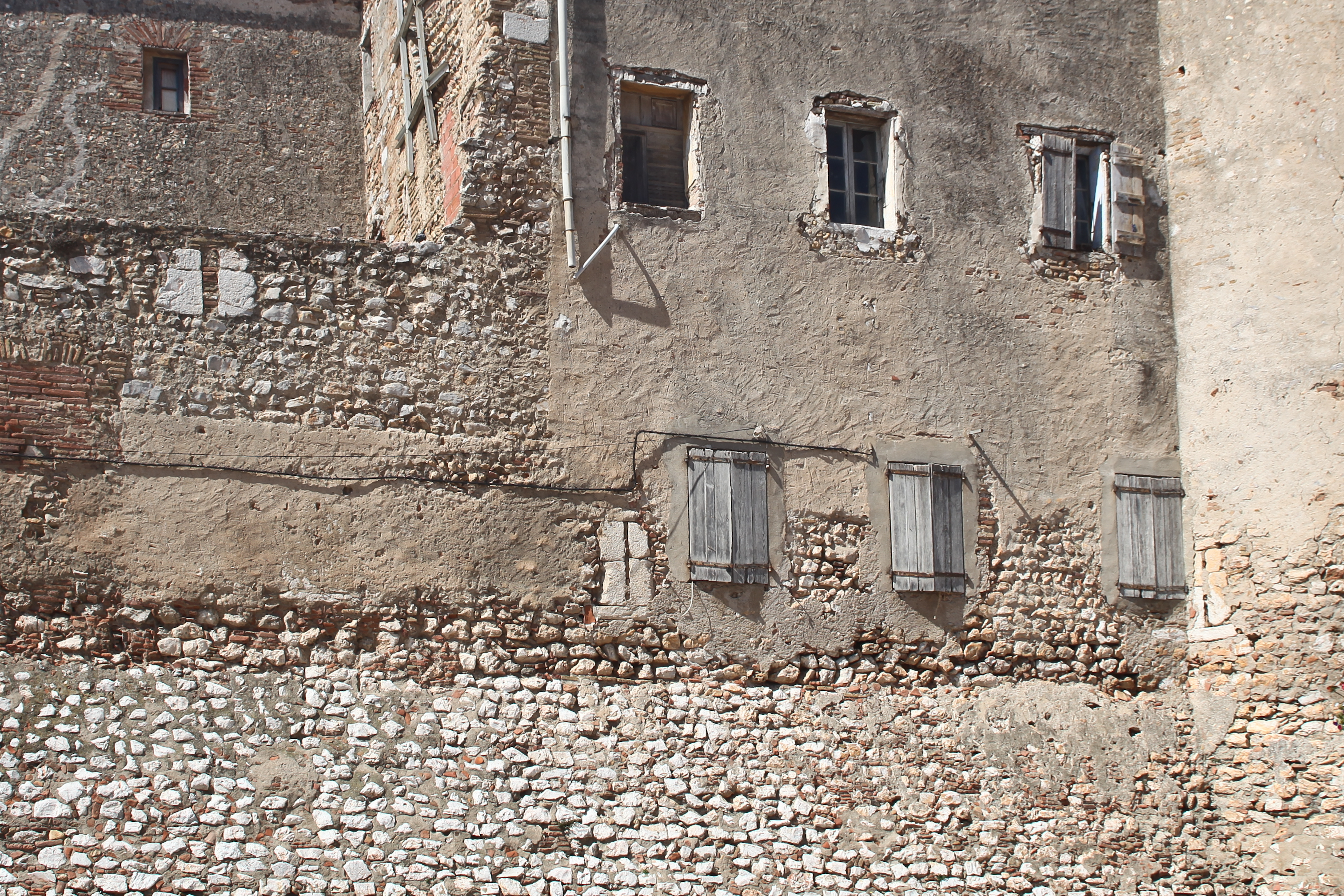
Façana est del castell i de la vila murada

La vila fortificada de Sant Hipòlit és un grup de cases tancat, sense cap més accés que el que dona a migdia, amb tres carrers interiors. Es tracta d'una cellera, inicialment, a la qual en el seu moment s'afegí el clos murat i el castell en el seu extrem nord-est. És de planta oblonga -recta al nord-, d'una 100 metres de nord a sud i 70 d'est a oest. Als dos angles septentrionals es conserven dues bestorres circulars, i els panys de paret propers a les bestorres, atalussats en el tram inferior, presenta nombroses sageteres a la part alta.
No s'ha conservat gens la muralla de la meitat sud del recinte, ni tan sols restes del portal d'entrada, segurament l'únic existent, que donava al sud.
La construcció que és pròpiament el castell és un imponent edifici que remata el recinte en el seu angle nord-est. Les parets, en deesigual estat de conservació, denoten un aparell propi del segle xiii. La part meridional s'obre damunt d'un pati interior; aquesta part presenta obra en espina de peix, que, segons Pere Ponsich no pot ser anterior al segle xiv o XV.